# مته‌لی
مته‌لی (انگلیسی: Meteli) یک شهرک در شهرستان دووانسکی در استان باشقیرستان کشور روسیه است.